# Крапивная (Камчатский край)
Крапивная — бывший посёлок в Усть-Камчатском районе Камчатского края России.
Расположен на левом берегу реки Камчатка.
Основан в начале 1930-х гг как перевалбаза для речной доставки грузов в труднодоступные поселения Быстринского района. После открытия автотрассы Петропавловск — Эссо надобность в перевалке грузов практически отпала. В 1970-х гг. в Крапивной активно действовал леспромхоз. Численность населения тогда составляла 120 человек. Однако вскоре лесоразработки были прекращены, посёлок закрыт. Людей переселили в Атласово и в Эссо. Официально населённый пункт упразднён 26 апреля 2004 года.